# گون (تقسیمات کشوری)
گون (به ژاپنی: 郡) یکی از تقسیمات کشوری در کشورهای ژاپن، چین و شبه جزیره کره است. نزدیک‌ترین واژه به گون در زبان انگلیسی  شهرستان (County )به شمار می‌آید.